# غوردون إس. مارشال
غوردون إس. مارشال (بالإنجليزية: Gordon S. Marshall)‏ هو شخصية أعمال أمريكي، ولد في 1920، وتوفي في 2 يونيو 2015.